# Landgraaf
Landgraaf est une commune et une ville des Pays-Bas de la province du Limbourg.
La commune de Landgraaf a été créée le 1er janvier 1982 par la fusion des communes de Nieuwenhagen, Schaesberg et Ubach over Worms. Depuis, le nom Landgraaf est également utilisé pour indiquer l'ensemble de l'agglomération urbaine formée par cette commune.
Cette ville accueille depuis 1988 le festival Pinkpop.